# Saxònia-Coburg-Gotha
|  | Per a altres significats, vegeu «dinastia Saxònia-Coburg i Gotha». |

Saxònia-Coburg i Gotha (alemany: Sachsen-Coburg und Gotha) o Saxònia-Coburg-Gotha (alemany: [saks ˈkoːbʊɐ̯k ˈɡoːtaː] Sachsen-Coburg-Gotha) fou un ducat ernestí, de Turíngia, governat per una branca de la Casa de Wettin, format per territoris avui dia als actuals estats de Turíngia i Baviera a la república federal d'Alemanya. Va durar del 1826 al 1918. Al novembre de 1918, Carles Eduard I de Saxònia-Coburg Gotha, es va veure obligat a abdicar. El 1920 la part nord del ducat (des de 1918 l'Estat Lliure de Gotha; culturalment i lingüísticament turingi) es va fusionar amb altres sis estats lliures de Turíngia per formar l'Estat Lliure de Turíngia: Saxònia-Weimar-Eisenach (fins al 1918 un gran ducat), Saxònia-Altenburg i Saxònia-Meiningen (ducats fins al 1918), Schwarzburg-Rudolstadt i Schwarzburg-Sondershausen (principats fins al 1918), així com l'Estat Popular de Reuss (fins a 1918 els principats de Reuss-Gera i Reuss-Greiz). La part sud del ducat (des de 1918 l'Estat Lliure de Coburg; culturalment i lingüísticament francònic), com a més meridional dels estats de Turíngia, va ser l'única que, després d'un referèndum, va passar a formar part de l'Estat Lliure de Baviera.
El nom de Saxònia-Coburg-Gotha també fa referència a la família de la casa governant de Saxònia-Coburg-Gotha, que va jugar diversos papers en la història dinàstica i política europea als segles XIX i XX. Abans de la Primera Guerra Mundial era la família dels sobirans del Regne Unit, Bèlgica, Portugal, Bulgària i Saxònia-Coburg-Gotha. El 1910 el rei portuguès fou deposat, i el mateix va passar a Saxònia-Coburg-Gotha el 1918 i a Bulgària el 1946. A data de 2021 les branques de la família encara regnen a Bèlgica, el Regne Unit i la resta de regnes de la Commonwealth. L'antic tsar de Bulgària, Simeó II (que regnà de 1943 a 1946) va mantenir el seu cognom mentre va exercir com a primer ministre de Bulgària del 2001 al 2005.

## Història

Estendard ducal de Saxònia-Coburg i Gotha

El ducat va néixer quan l'arbitratge del rei de Saxònia, Frederic August, va produir el Tractat de Hildburghausen el 12 de novembre de 1826 per a la Gothaische Teilung (Divisió Gothan), l'ampli reordenament dels ducats ernestins. Després de l'extinció de la línia Saxònia-Gotha-Altenburg, el duc de Saxònia-Hildburghausen va canviar el seu ducat pel de Saxònia-Altenburg. La línia Saxònia-Meiningen es va convertir en Saxònia-Hildburghausen i va obtenir de Saxònia-Coburg-Saalfeld els territoris de Saalfelder així com el districte de Themar i els llocs de Mupperg, Mogger, Liebau i Oerlsdorf. El Ducat de Saxònia-Coburg-Saalfeld va rebre per això el Ducat de Saxònia-Coburg, els districtes de Königsberg i Sonnefeld de Saxònia-Hildburghausen, i les propietats de Callenberg i Gauerstadt de Saxònia-Meiningen.
Aleshores el Principat de Lichtenberg, al riu Nahe, ja feia deu anys que formava part del ducat de Coburg. Ernest III, sobirà de Saxònia-Coburg-Saalfeld, l'havia rebut el 1816 del Congrés de Viena per haver prestat ajuda als aliats en la seva guerra contra França. Però a causa de la gran distància de Coburg i dels disturbis provocats pel Festival de Hambach, el duc vengué el Principat el 1834 a Prússia.

Els estats de Turíngia i les seves capitals fins al 1918
Estats lliures 1918-1920; unida com Turíngia des de 1920
Ducats Ernestins
(Ernestins → Casa de Wettin) Principats de Reuss
(Casa de Reuss → Vögte (advocats) de Weida, Gera i Plauen)
Principat de Reuss-Gera (Gera)
Units com a Estat Popular de Reuss (Gera) 1919-1920
Principats de Schwarzburg
(Casa de Schwarzburg)
Principat de Schwarzburg-Rudolstadt (Rudolstadt)
Estats del voltant i les seves capitals
Regne de Prússia (Berlín), Província de Saxònia (Magdeburg), Regió d'Erfurt (Erfurt)
No a l'Imperi Alemany
Àustria-Hongria (Viena), Cisleitània (Viena), Regne de Bohèmia (Praga)

El recentment creat Ducat de Saxònia-Coburg i Gotha inicialment fou un doble ducat, governat per Ernest III com a duc Ernest I en una unió personal, però amb només un vot al Bundesrat. Es va perdre l'oportunitat d'unificar els dos ducats el 1826. Després de la Staatsgrundgesetz (lleis de la casa) de 1852, els ducats estaven lligats en una unió política i real. Aleshores eren un estat unitari quasi federal. Els posteriors intents de fusionar els ducats fracassaren el 1867 perquè el landtag de Gotha no volia assumir els majors deutes estatals de Coburg i el 1872 per qüestions sobre l'administració de tota la unió.
El Ducat de Saxònia-Coburg-Gotha va rebre el 3 de maig de 1852 una constitució nacional, que havia pres part substancial dels drets fonamentals de la Constitució del Parlament de Frankfurt. També es va unir al Zollverein alemany el 1834, a la Confederació Alemanya del Nord el 1866 i a l'Imperi Alemany el 1871. Al Bundesrat de Berlín, on tenia un escó, va mantenir els seus agents però, des de 1913, com la majoria dels altres estats de Turíngia, va haver de deferir al Gran Ducat de Saxònia-Meiningen per a la representació.
Ernest I va morir el 1844. El seu fill gran i successor, Ernest II, governà també fins a la seva defunció el 1893. Com que havia mort sense fills, el tron dels dos ducats hauria passat als descendents masculins del seu difunt germà, el príncep Albert. Però el príncep Albert era el marit de la reina Victòria del Regne Unit i el seu fill gran, Eduard, el príncep de Gal·les, ja era el seu hereu aparent. A banda les Constitucions d'ambdós ducats li prohibien heretar el tron si hi havia altres hereus homes elegibles. Però ja havia renunciat a la seva pretensió a favor del següent germà, el príncep Alfred, duc d'Edimburg. Així que Alfred es va convertir en el següent duc de Saxònia-Coburg-Gotha.

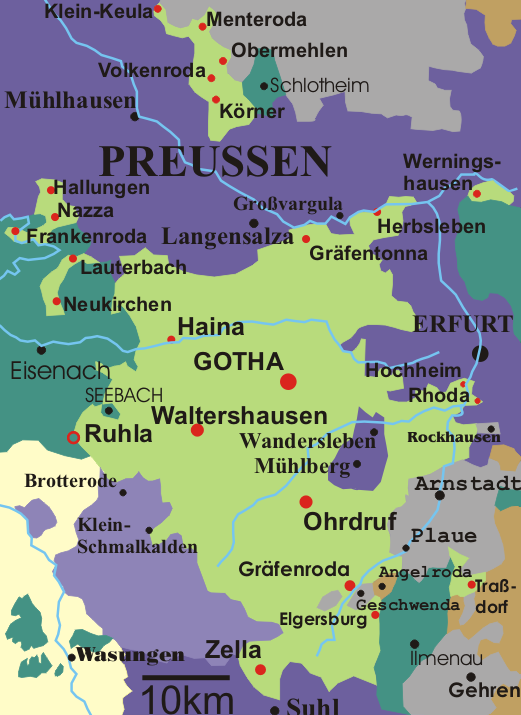
República de Saxònia-Gotha després Estat Lliure de Saxònia-Gotha

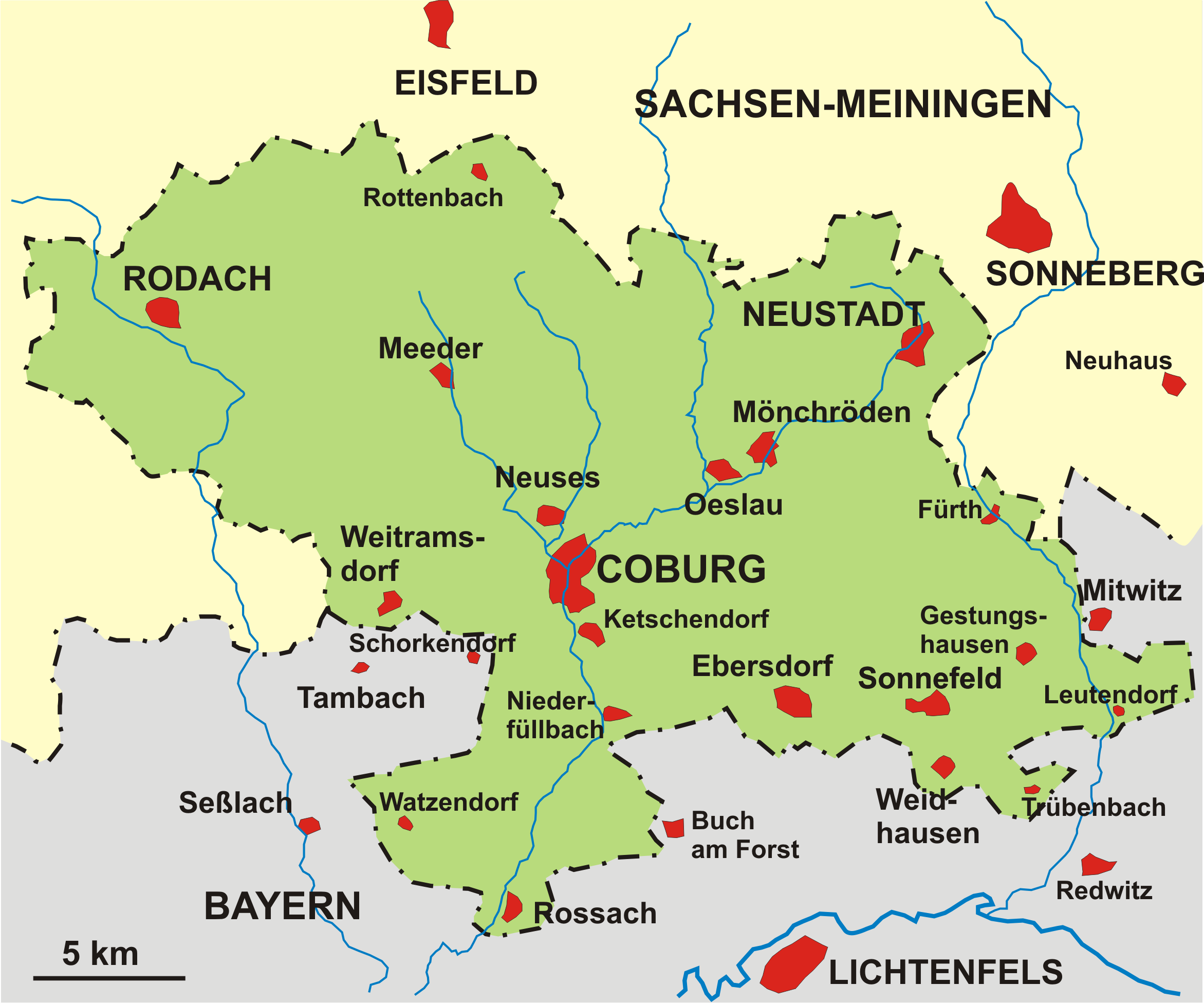
Estat Lliure de Coburg

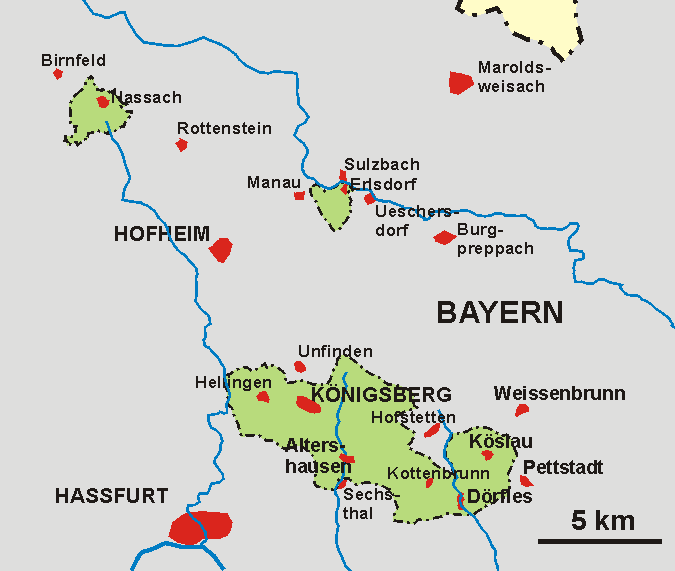
Enclavament de l'Estat Lliure de Saxònia-Coburg, Königsberg in Bayern

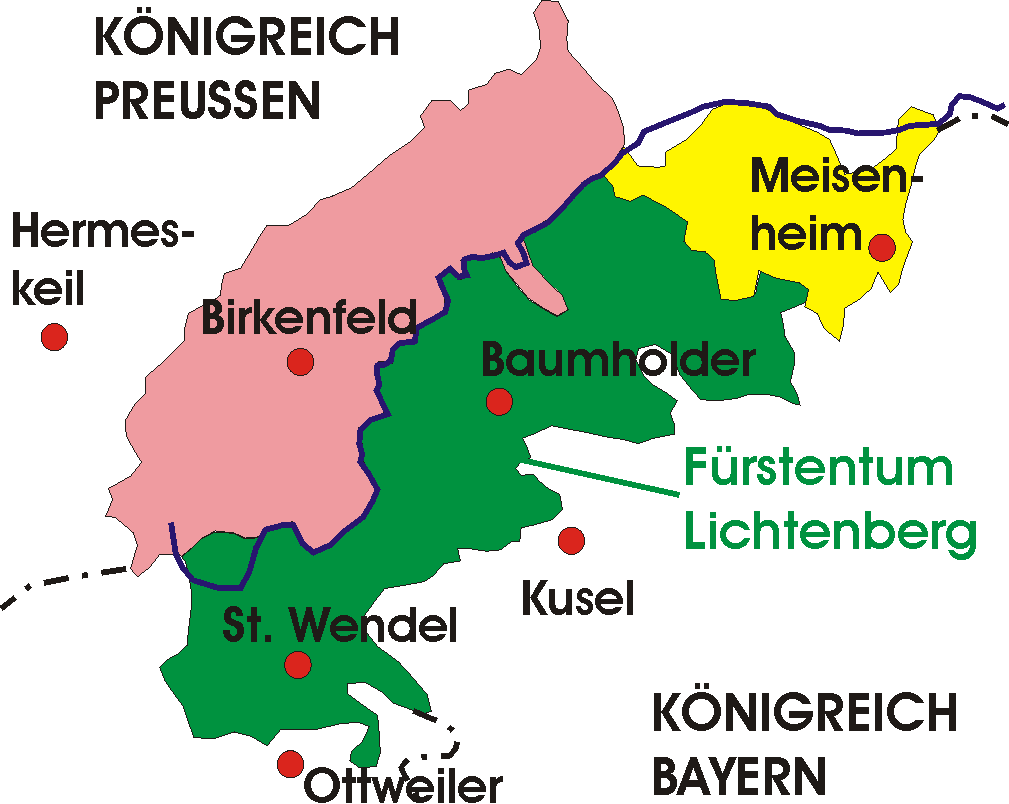
El Principat de Lichtenberg (1816–1834)

L'únic fill d'Alfred, també anomenat Alfred, va morir el 1899, de manera que quan el duc Alfred va morir el 1900 el va succeir el seu nebot el duc d'Albany, el fill de 16 anys del fill petit de la reina Victòria, Leopold, com a germà següent del duc Alfred. El príncep Artur, duc de Connaught, i el seu fill, el príncep  Artur de Connaught, havien renunciat a les seves pròpies pretensions sobre la successió. Regnant com a duc Carl Eduard, Carles Eduard, a causa de la seva edat, va començar sota la regència del príncep Ernst von Hohenlohe-Langenburg fins que assolí la majoria d'edat el 1905. El nou duc també va continuar utilitzant el títol britànic de duc d'Albany, però, com que va optar per posicionar-se al costat dels alemanys contra els britànics a la Primera Guerra Mundial, va ser desposseït dels seus títols britànics el 1919.
Després que la Revolució de novembre acabés amb la monarquia l'any 1918, els dos ducats es van convertir en dos estats diferents i independents, l'Estat Lliure de Coburg i la República de Gotha, més tard rebatejada com a Estat Lliure de Gotha. Els seus líders creien, però, que els seus nous països no serien viables econòmicament, així que començaren a explorar possibles fusions. Finalment es va celebrar un referèndum el 30 de novembre de 1919 i es va prendre la decisió. L'1 de maig de 1920, l'Estat Lliure de Gotha es va fusionar amb el nou estat de Turíngia, i l'Estat Lliure de Coburg va seguir dos mesos més tard, l'1 de juliol de 1920, unint-se amb l'Estat Lliure de Baviera.

## Política
A l'Imperi alemany el ducat només tenia un vot al Bundestag i dos vots (per als dos ducats de Coburg i Gotha) al Reichstag.
Cada ducat tenia el seu propi landtag, elegit cada quatre anys pels contribuents masculins majors de 25 anys. Només els homes de 30 anys o més eren elegibles per presentar-se a les eleccions. L'assemblea de Coburg tenia 11 membres i la cambra homòloga de Gotha en tenia 19. Les assemblees es reunien cada any però, cada dos anys, es combinarien, alternativament a Gotha i Coburg, per als assumptes i qüestions que involucraven ambdós ducats.
Malgrat que només hi havia un Ministeri d'Estat Per als dos ducats a Gotha, tant Coburg com Gotha tenien els seus propis ministeris subordinats i gairebé independents. El ministre d'estat dirigia el ministeri ducal de Gotha però, per als dos ducats, era responsable dels afers estatals, de les polítiques econòmiques i comercials, del poder judicial i de la conducta de les lleis imperials. A Coburg les autoritats locals no podien interferir amb la decisions de Gotha, per a qüestions de l'estat com ara els serveis comunitaris, les tasques policials, el suport a l'església estatal i l'educació, així com la gestió dels actius i les finances, i també, fins al 1891, les qüestions judicials.
Les finances dels dos ducats es van mantenir bàsicament independents. Però, en la seva gestió, sempre es va distingir entre els ingressos de la Corona dels dominis i els ingressos de l'Estat per impostos i aranzels. Cada quatre anys, s'elaborava un pressupost comú, sobretot en les relacions financeres amb l'Imperi Alemany, encara que interferís en les operacions locals i nacionals dels dos ducats. Les subvencions dels pressupostos estatals d'ambdós ducats es van fer en una proporció de 7 a 3 entre Gotha i Coburg.
Per la seva mida i les seves finances, el ducat no tenia ambaixadors però sí cònsols comercials. Eren per al comerç amb Àustria-Hongria, Bèlgica, Brasil, Xile, Cuba, l'Equador, França, Gran Bretanya, Itàlia, Mèxic, Perú, Portugal, Prússia, Rússia, Espanya, Suïssa i Turquia. Els Estats Units van tenir el seu propi cònsol a Coburg de 1897 a 1918.
Durant la Guerra Civil dels Estats Units Ernst Raven fou designat cònsol a l'estat de Texas. Va sol·licitar al govern confederat un exequatur diplomàtic el 30 de juliol de 1861 i va ser acceptat.

## Militars
Abans de 1867 el ducat de Saxònia-Coburg-Gotha tenia el seu propi exèrcit. Però el 26 de juny de 1867, a causa d'un tractat signat el 1866 amb Prússia, el seu Exèrcit es va afegir, amb finalitats de defensa i reclutament, al 6è Regiment d'Infanteria de Turíngia núm. 95 de la 22a Divisió del XI Cos d'Exèrcit. Tres batallons del 6è de Turíngia van ser assignats a Gotha (núm. 1), Hildburghausen (núm. 2) i Coburg (núm. 3), però el quarter general del cos es trobava a Kassel. A diferència de Prússia on el servei militar era obligatori, Saxònia-Coburg-Gotha complia la seva quota a l'exèrcit imperial amb la conscripció.

## Miscel·lània

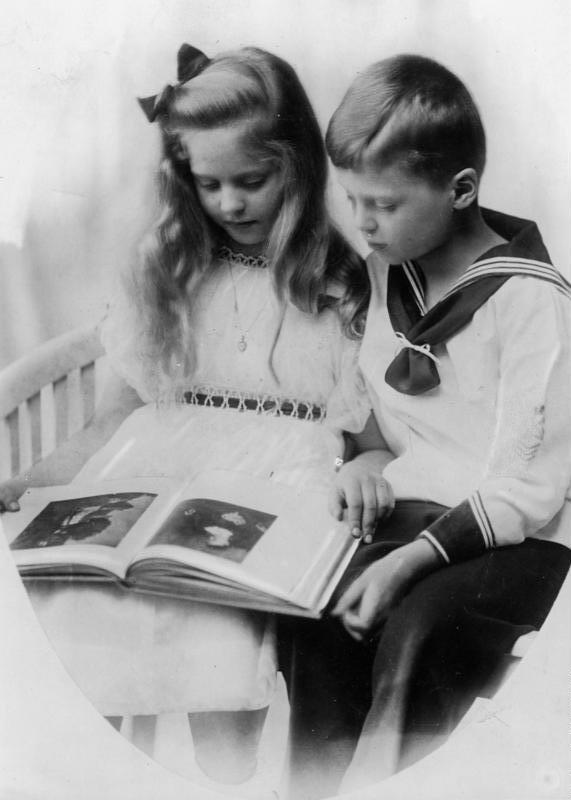
Els fills del duc de Saxònia-Coburg-Gotha el 1917: la princesa Sibil·la i el príncep Hubert

Les capitals de Saxònia-Coburg-Gotha eren Coburg i Gotha. El 1914 l'àrea i les poblacions dels dos ducats eren: 
| Ducat          | Àrea  | Àrea  | Població |
| -------------- | ----- | ----- | -------- |
| Ducat          | km²   | sq mi | Població |
| Saxònia-Coburg | 562   | 217   | 74.818   |
| Saxònia-Gotha  | 1,415 | 546   | 182.359  |
| Total          | 1.977 | 763   | 257.177  |

Hi ha dues residències a Gotha i Coburg. Per tant, tota la cort ducal, inclòs el Teatre de la Cort, s'havia de traslladar dos cops l'any: de Gotha a Coburg a l'estiu, de Coburg a Gotha a l'hivern. L'any 1840 es construïren per al Teatre de la Cort, dos edificis gairebé idèntics a Gotha (destruïts a la Segona Guerra Mundial) i Coburg (avui Teatre Estatal de Coburg) i després es van mantenir al mateix temps. A més dels castells residencials, Friedenstein a Gotha i Ehrenburg a Coburg, la família ducal també va utilitzar el Schloss Reinhardsbrunn a Gotha, així com els castells de Rosenau i Callenberg a Coburg i el pavelló de caça de Greinburg (a Grein, Àustria). Els dos últims encara avui propietat de la branca ducal de la casa de Saxònia-Coburg-Gotha).

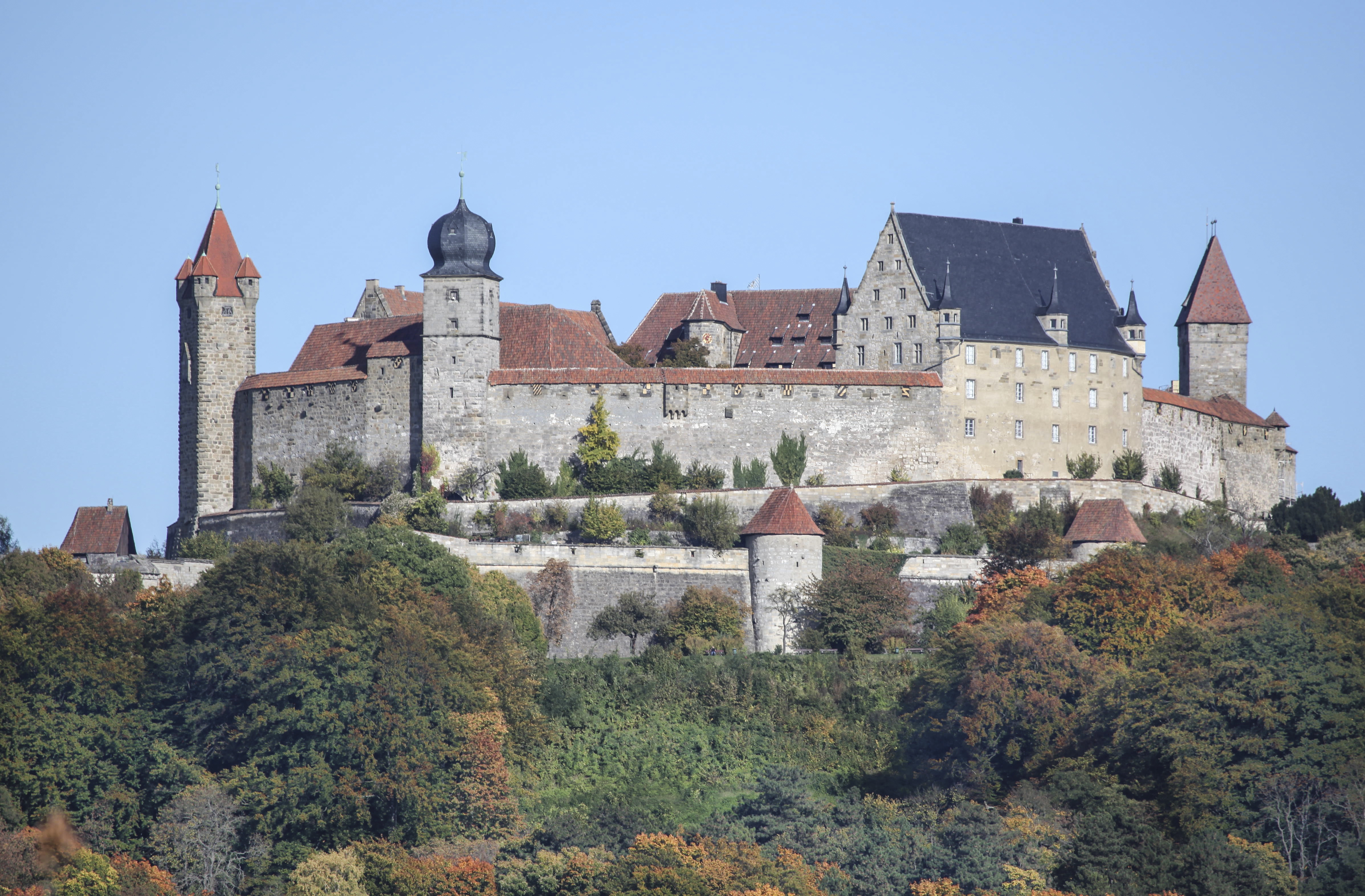
Veste Coburg
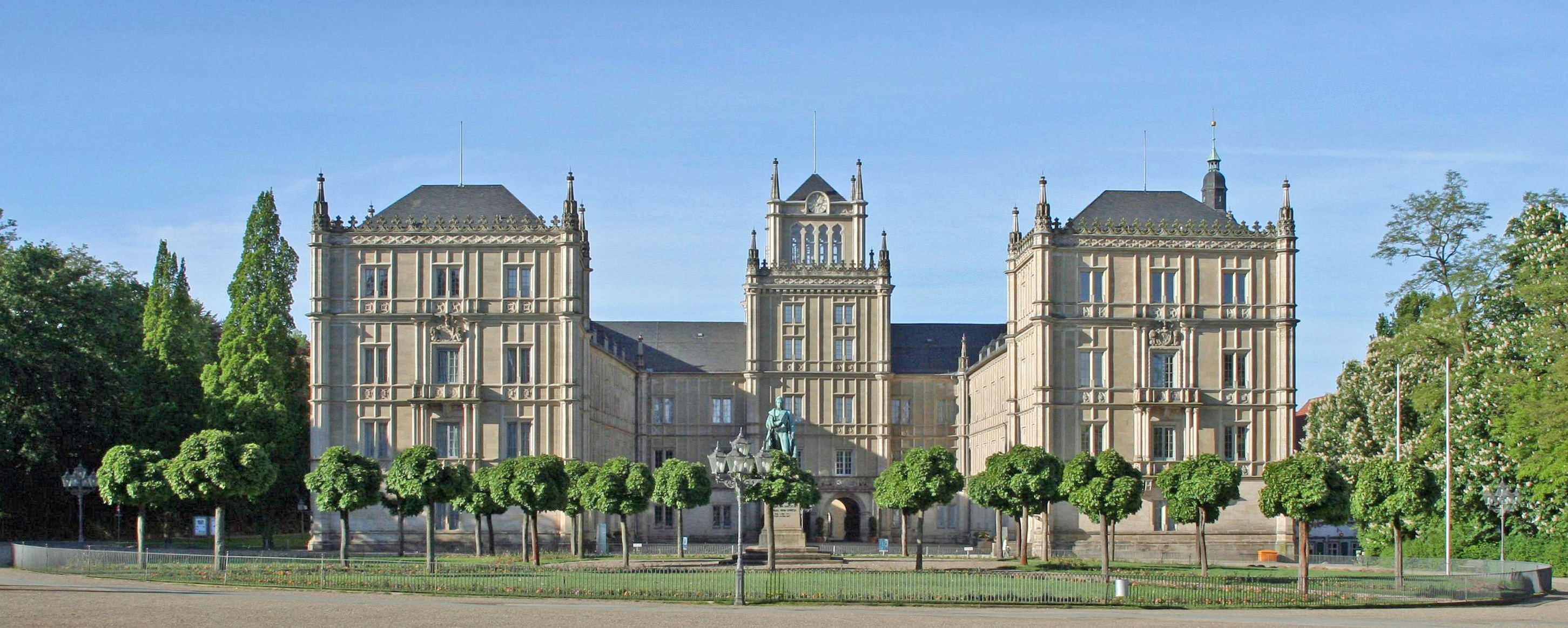
Palau d'Ehrenburg, Coburg
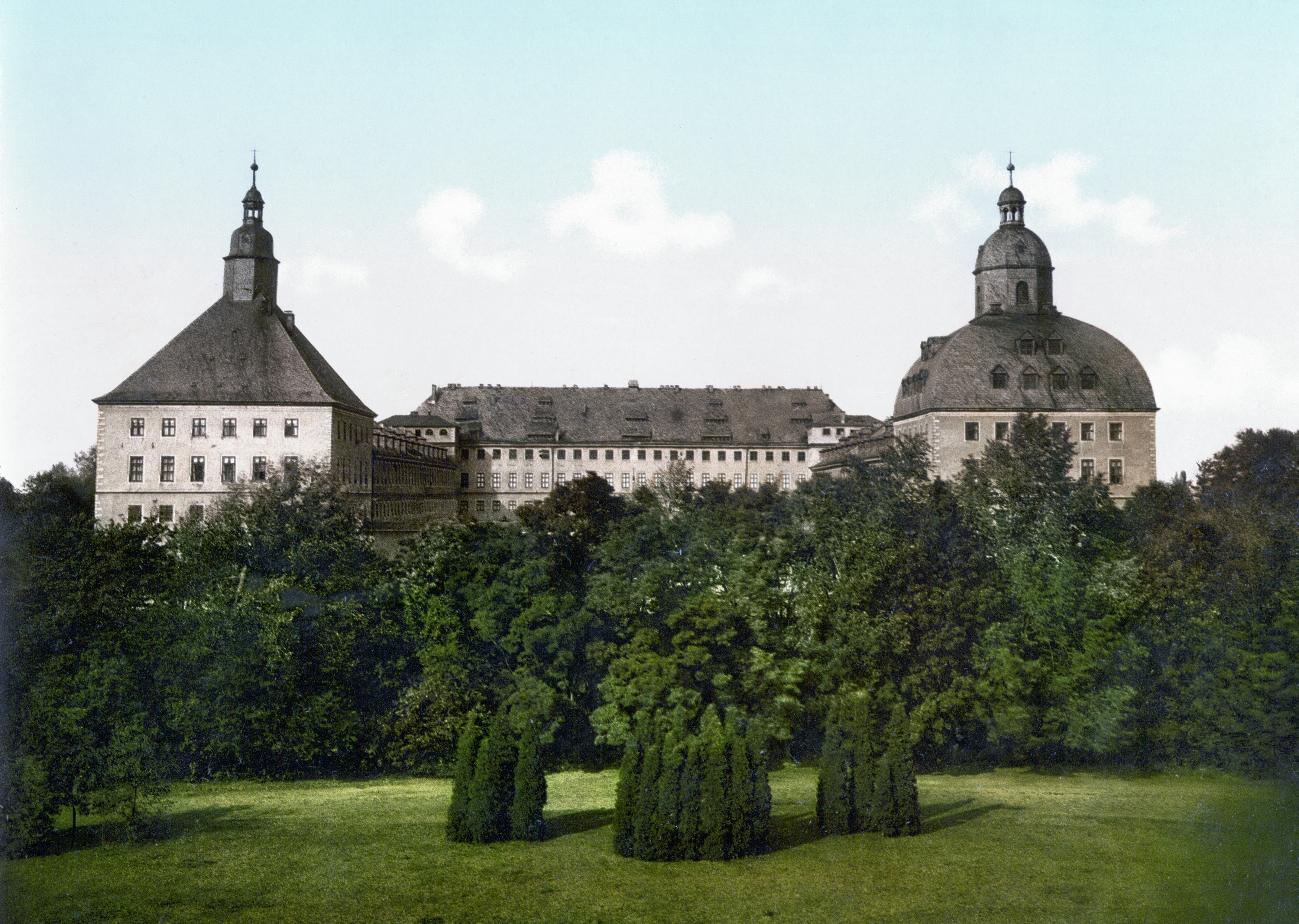
Palau Friedenstein, Gotha
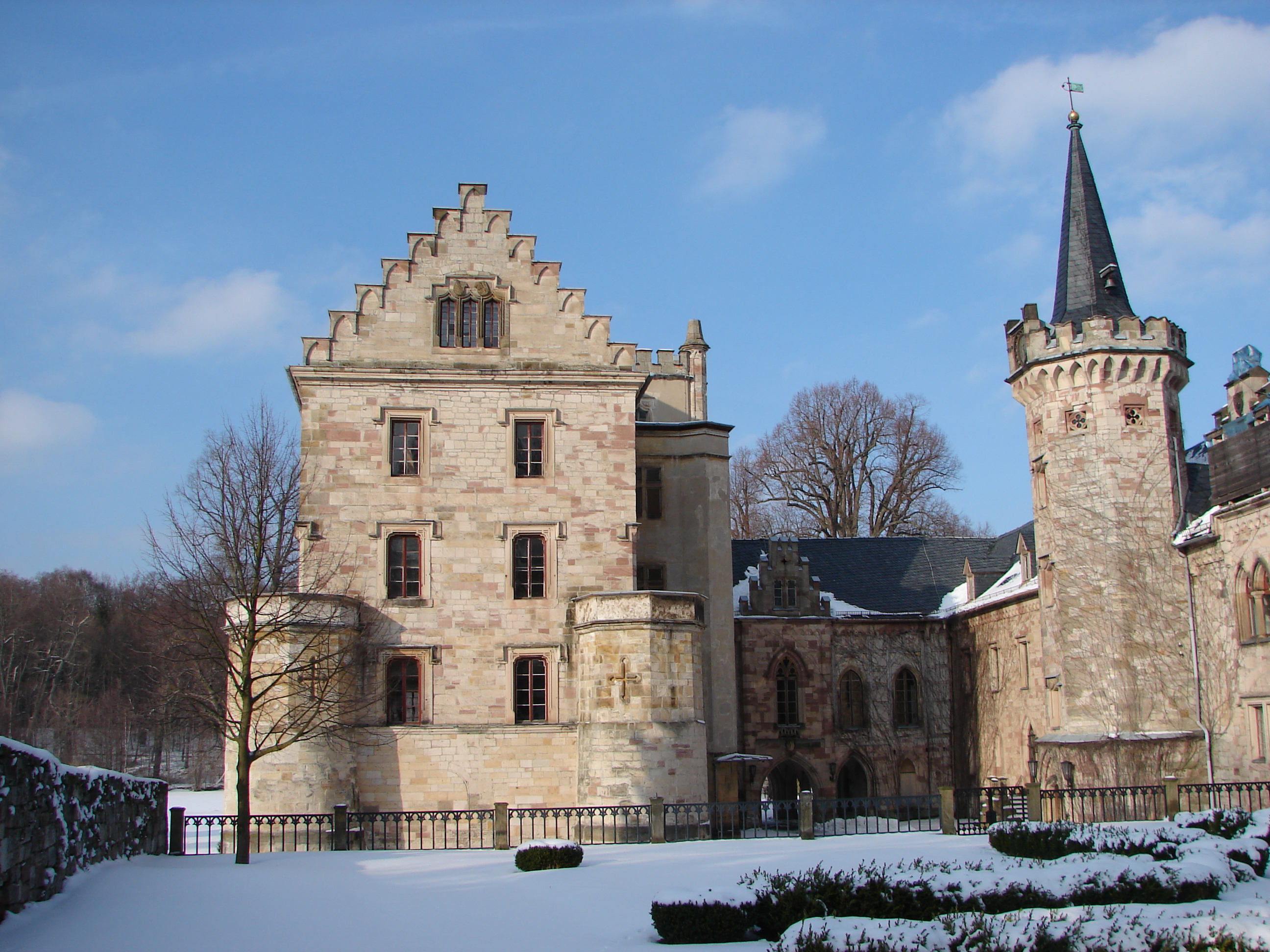
Castell de Reinhardsbrunn, Gotha
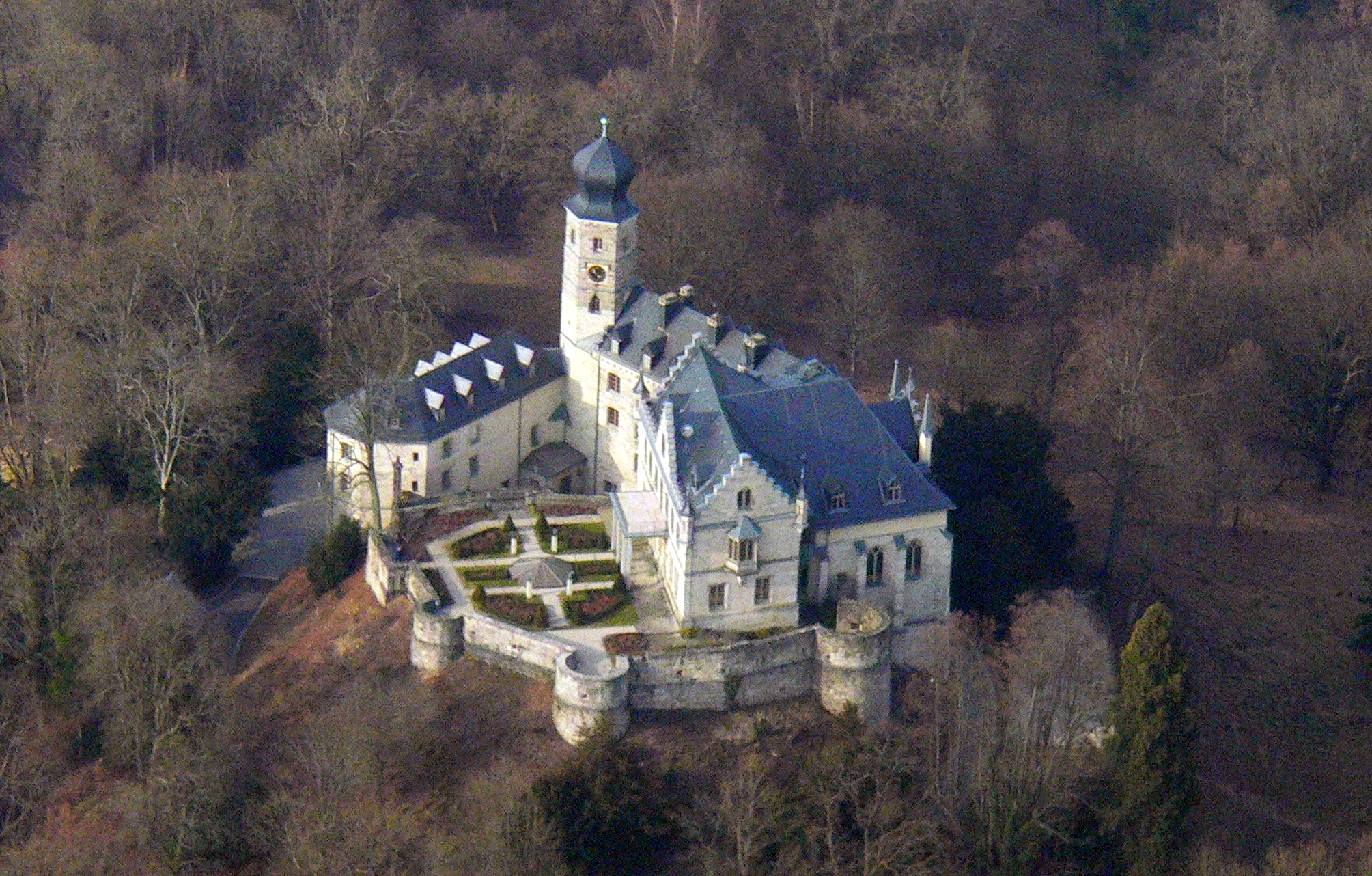
Castell de Callenberg, Coburg
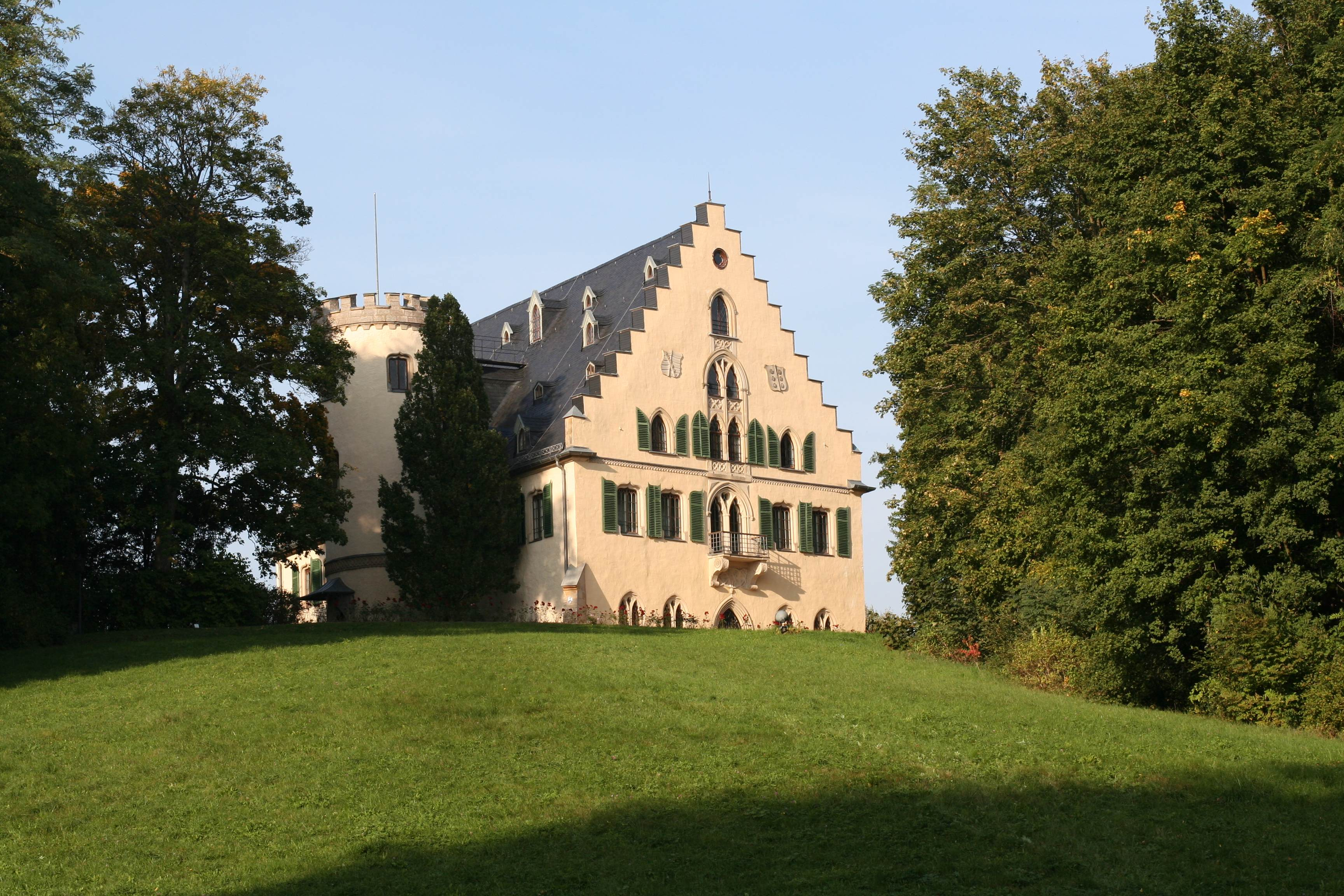
Castell de Rosenau, Coburg

Només el Ducat de Gotha, juntament amb els ducats propers de Saxònia-Meiningen i Saxònia-Altenburg i especialment el Gran Ducat de Saxònia-Weimar-Eisenach, va poder ser un dels estats patrocinadors de la Universitat de Jena. Coburg no tenia la seva pròpia universitat. Tampoc tenia el seu tribunal judicial. Gotha tenia el seu propi tribunal mentre Coburg havia d'anar a Meiningen per a l'administració legal.

## Governant

Escut de Saxònia-Coburg-Gotha

Escut heràldic de Saxònia-Coburg-Gotha

### Títols i estils del Sobirà de la Casa
Segons la Staatsgrundgesetz (lleis de la casa) del ducat de Saxònia-Coburg-Gotha el títol complet del duc era: 
Wir, Ernst, Herzog zu Sachsen-Coburg und Gotha, Jülich, Cleve und Berg, auch Engern und Westphalen, Landgraf in Thüringen, Markgraf zu Meißen, gefürsteter Graf zu Henneberg, Graf zu der Mark und Ravensberg, Herr zu Ravenstein und Tonna usw.
Traducció: Nosaltres, Ernest, duc de Saxònia-Coburg i Gotha, Jülich, Cleves i Berg, també Angria i Westfàlia, Landgravi a Turíngia, Marcgravi de Meissen, Príncep comte de Henneberg, Comte de Mark i Ravensberg, Senyor de Ravenstein i Tonna, etcètera.

### Títols i estils d'altres membres de la cambra
L'ús dels títols ducals i prínceps es podia restringir si el matrimoni entrava en conflicte amb els requisits de la Staatsgrundgesetz o si un membre de la cambra renunciava a les seves pretensions per a ell i els seus descendents.

## Ducs de Saxònia-Coburg-Gotha (1826–1918)
- Ernst I, Duc 1826 - 1844 (1784 - 1844)
  - Ernst II, Duc 1844 - 1893 (1818 - 1893)
  - Príncep Albert de Saxònia-Coburg Gotha (1819 - 1861), casat amb la reina Victòria
    - Príncep Albert Edward (1841 - 1910), príncep de Ga·les
    - Alfred, Duc 1893 - 1900 (1844 - 1900), 1r Duc d'Edimburg
      - Alfred, príncep hereditari (1874 - 1899)

    - Artur (1850 - 1942)
      - Príncep Artur de Connaught (1883 - 1938)

    - Príncep Leopold del Regne Unit (1853 - 1884)
      - Carles Eduard, Duc 1900 - 1918 (1884 - 1954), abdicà el 1918

### Caps de la casa de Saxònia-Coburg i Gotha (des del 1918)
- Carles Eduard, príncep 1918 - 1954 (1884 - 1954), stripped of British title as 2nd Duke of Albany 1919
  - Joan Leopold de Saxònia-Coburg Gotha (1906 - 1972), el 1932 renuncià als drets
  - Príncep Hubert (1909 - 1943)
  - Friedrich Josias, príncep 1954 - 1998 (1918 - 1998)
    - Andreas, príncep des del 1998 (nascut el 1943)
      - Hubertus Michael, príncep hereditari de Saxònia-Coburg Gotha (nascut el 1975)
        - príncep Philipp de Saxònia-Coburg Gotha (nascut el 2015)

      - príncep Alexander Philipp de Saxònia-Coburg Gotha (nascut el 1977)

## Ministres d'estat de Saxònia-Coburg-Gotha (1824–1919)
- 1824–1840 Christoph Anton Ferdinand von Carlowitz
- 1840–1840 Dietrich [Carl August] Freiherr von Stein (primer cop)
- 1840–1846 Georg Ferdinand von Lepel
- 1846–1849 Dietrich [Carl August] Freiherr von Stein (segon cop)
- 1849–1888 Camillo Freiherr von Seebach
- 1888–1891 Gisbert von Bonin
- 1891–1900 Oficina vacant
- 1900–1905 [Philipp Hermann] Otto von Hentig
- 1905–1914 Ernst [Friedrich Hermann] von Richter
- 1914–1919 Hans Barthold von Bassewitz